# Terrace Ridge
Terrace Ridge är en bergstopp i Antarktis. Den ligger i Västantarktis. Inget land gör anspråk på området. Toppen på Terrace Ridge är 2 402 meter över havet.
Terrängen runt Terrace Ridge är kuperad. Trakten är obefolkad. Det finns inga samhällen i närheten. 